# Canthium hispidonervosum
Canthium hispidonervosum là một loài thực vật có hoa trong họ Thiến thảo. Loài này được (De Wild.) C.M.Evrard mô tả khoa học đầu tiên năm 1967.